# Boszniai mudzsáhid
A boszniai mudzsáhid (bosnyákul: Bosanski mudžahedini vagy egyszerűen El Mudžahid) a délszláv háborúban, a boszniai fronton harcoló önkéntes, iszlamista irányultságú katonai alakulat volt, amely a bosnyák hadsereg oldalán küzdött a Bosznia Szerb Köztársaság, az azt támogató Jugoszlávia, valamint a Herceg-Boszniai Horvát Köztársaság és a vele szövetséges Horvátország erői ellen. Az alakulat létszámát különböző becslések 500 és 6000 fő közé teszik. Zömében bosnyákok (muszlim délszlávok) alkották, de sok külföldi (főleg arab származású) önkéntes is volt közöttük. Feltehetően kapcsolat fűzte terrorista szervezetekhez és szerepe volt néhány, Bosznia-Hercegovina területén szerb és horvát civilek ellen elkövetett vérengzésekben.

## Előzmények
1991-ben több tagköztársaság is bejelentette kiválását Jugoszláviából. A Jugoszláv Néphadsereg a függetlenségi deklarációkat követően azon nyomban támadást indított Szlovénia és Horvátország ellen. Előbbiből rövidke háborút követően hamar kivonultak, Horvátország ellen viszont még évekig folytak a hadműveletek, amelyhez hozzájárult, hogy az ország keleti felén élő, jelentős számú szerb lakosság fellázadt a zágrábi kormány ellen.
Boszniában a feszültség 1992 áprilisában eszkalálódott háborúvá, ahol a bosnyákokon túl szintén jelentős számban éltek szerbek valamint horvátok, akik egyik fél dominanciáját sem akarták.
Bosznia kormányát elsősorban muszlim országok, mint Törökország, Szaúd-Arábia, Irán és Pakisztán támogatta. Mark Curtis brit történész szerint az önkéntesek lőszerellátását is Szaúd-Arábia pénzügyi támogatásával szervezték meg. A muszlim országok mellett iszlamista szervezetek és más, muszlim érdekeltségű nonprofit csoportok is segítséget nyújtottak. Alija Izetbegović elnök még 1970-ben adta ki Iszlám deklaráció c. írását, melyben behatóban foglalkozik a vallás, az állam és a társadalom kapcsolatát feszegető kérdésekkel, ennek ellenére alaptalan volna állítani, hogy Bosznia vezetése bármiféle radikalizálódásra tett volna lépést. Ennek ellenére felmerült gyanú, hogy Izetbegovićnak, miként más bosnyák vezetőknek kapcsolata volt olyan szervezetekkel, mint az Al-Káida.
Mialatt a viszály fokozódott, Boszniába rendre áramlottak a mohamedán önkéntesek, aki mudzsáhidnak nevezték magukat. Az adatok alapján a különböző nemzetiségű önkéntesek Egyiptomból, Jemenből, Irakból, Iránból, Afganisztánból, Jordániából, Indonéziából, Libanonból, Marokkóból, Malájziából, Szíriából, Albániából, Pakisztánból, Törökországból, Szudánból, Szaúd-Arábiából, Algériából sőt az Egyesült Királyságból, az Egyesült Államokból, Franciaországból, Spanyolországból, Thaiföldről és Csecsenföldről valamint Dagesztánból is érkeztek (utóbbi kettő Oroszország része).

## A boszniai mudzsáhid megalakulása
Az önkéntesek 1992 második felében érkeztek Közép-Boszniába, ahol a legnagyobb számban éltek a bosnyákok. Céljuk elsősorban az iszlám vallásért való harc, valamint bosnyák hittestvéreiket megvédése a katolikus horvátoktól és ortodox szerbektől. Többen humanitárius szervezetek tagjaiként jutottak el Boszniába, majd a szervezeteket elhagyva beálltak a fegyveres erők soraiba. Megint mások illegális úton érkeztek, mert hazájuk hatósága által körözött személyek különböző bűncselekmények (pl. terrorizmus vagy gyilkosság) elkövetése miatt. 1993. augusztus 13-án a bosnyák kormány hivatalos beleegyezésével jött létre az önkénteseket tömörítő El Mudžahid, amelynek papíron rendfenntartó és ellenőrző feladatokat szántak. Kezdetben a boszniai mudzsáhid valóban főképp humanitárius feladatokat látott el, segítve a szerbek és horvátok elől menekülő muszlimokat. Később viszont már az ARBiH (Bosznia-Hercegovinai Köztársaság hadserege) segédcsapataként aktívan részt vett a harcokban. A kislétszámú külföldi önkénteseket mindinkább a helyi bosnyákok egészítették ki és rövidesen már bosnyák nemzetiségűek alkották az El Mudžahid többségét.

## A boszniai mudzsáhid tevékenysége
Az egységben szolgáló külföldiek, akik már vettek részt valamilyen másik háborúban (pl. a szovjetek elleni afganisztáni háború) rendelkeztek harci tapasztalatokkal, ezért kiképzéssel vagy fegyverekkel és ruházattal segítették a felkészítésre váró bosnyák tagokat. Mivel átvették a bosnyák hadsereg egyenruháját illetve az itteni civilek ruháit, ezért a szerb hatóságok jelentése alapján nehezen voltak megkülönböztethetők a bosnyákoktól. Jóllehet a bosnyák civil lakosság előtt nem talált túlzottan nagy rokonszenvre az El Mudžahid, történetesen azért, mivel az ARBiH emberanyag tekintetében nem szenvedett hiányt, inkább fegyverekre és felszerelésre lett volna szüksége. Többen már ekkor vádolták az El Mudžahidot, hogy az iszlám fundamentalizmust akarja terjeszteni Európában.
Az El Mudžahid Travnik térségében, a Bila folyó völgyében található Poljanice és Mehurići falvakban hozta létre kiképzőtáborait. Az első tagok arabok és bosnyákok voltak. Innen áthelyezték a tábort Travnikba és Zenicába, sőt a horvát oldalon fekvő Orašacban is lett kiképzőhelyük, amely a harcok miatt elnéptelenedett.
A mudzsáhid szerepvállalásának katonai jelentősége vitatott: van olyan vélemény, amely szerint csak marginális volt a szerepe a boszniai háborúban, míg mások szerint életbevágóan fontos volt katonai támogatása a bosnyákok számára. Stjepan Šiber horvát tábornok szerint Franjo Tuđman és a horvát kormány okot talált az El Mudžahid révén, hogy beavatkozzon a boszniai háborúba, sőt egyes horvát vagy szerb katonai vezetők ezzel legitimizálták a háborús bűntetteket. Izetbegović szimbolikus jelentőségűnek tekintette az El Mudžahid (különösen a külföldi önkéntesek szerepét), amely kifejezi az iszlám világ támogatását Bosznia felé, csakhogy az önkéntesek jelenléte politikai felelősséget is rótt a bosnyák kormányra. Sakib Mahmuljin bosnyák tábornok szerint az El Mudžahid egy alkalommal 28 szerb levágott fejét küldte „ajándékba” Izetbegovićnak.

## Létszám
Az El Mudžahid létszámát illetően megoszlanak a vélemények. Tihomir Blaškić horvát tábornok 3-4 ezer főre becsülte egy 2003-as jelentés szerint azok számát, akik a csoport kötelékében szolgáltak, míg két másik boszniai horvát tiszt, Dario Kordić és Mario Čerkez 2000 főre becsülték a mudzsáhid számát. Az iszlám terrorizmust kutató Evan Kohlmann csak az arab önkéntesek számát, akik ezenkívül az afganisztáni háború veteránjai is voltak és Boszniában szolgáltak, 5000 főre tette. Lulu Schwartz amerikai újságíró, aki szintén döntően arabokból álló egységnek tartja az El Mudžahidot, 6000 Afganisztánt is megjárt harcosról beszél. A nem bosnyák nemzetiségűek ezen állításokkal szemben csak töredékét alkották az El Mudžahidnak. Egy amerikai jelentésben is az áll, hogy 600 bosnyák és 200 külföldi alkotta az El-Mudžahidot.
Thomas Hegghammer 1000-2000 főre teszi a boszniai mudzsáhidok számát. A Nemzetközi Krízis Csoport 2013-ban közzétett jelentése szerint 2-5 ezer fő lehetett az egység létszáma.

## Kapcsolata az ARBiH-el
Hivatalosan az El Mudžahid az ARBiH-nek volt alárendelve, s az önkénteseket is eleve azért rendezték ebbe az egységbe, hogy kontrollálni lehessen őket, viszont az El Mudžahid különleges egységként gyakran önállóan tevékenykedett a fronton.
A balkáni háborús bűnöket felderítő Nemzetközi Törvényszék szintén vizsgálta az El Mudžahid tevékenységét két bosnyák háborús bűnös, Enver Hadžihasanović és Amir Kubura perében, de nem tudták kétséget kizáróan megállapítani, hogy az egység a két parancsnoknak lett volna alárendelve. Arról viszont bizonyítékok állnak rendelkezésre, hogy az El Mudžahid 1992-ben és 1993-ban jelen volt az ARBiH hadműveleteinél, amelyek Karaulában, Visokóban és a Zmajevacnál folytak a szerb és horvát erők ellen. 2008 áprilisában a törvényszék arra a következtetésre jutott, hogy nem volt semmilyen alá-fölérendeltségi viszony Hadžihasanović és az El Mudžahid között, sőt a mudzsáhidok ellenséges viszonyban álltak Hadžihasanović embereivel, ezért nem is működtek velük együtt.
Sakib Mahmuljin tábornokot viszont 2021 januárjában pont azért ítélték el, mert nem akadályozta meg, hogy a mudzsáhidok szerb foglyokat gyilkoljanak meg Zavidovićiben.

## Háborús bűnök
Több állítás, tanúvallomás és bizonyíték szól az El Mudžahid által, a boszniai háborúban elkövetett bűnökről, amelyek során horvát és szerb oldalról civileket és katonákat öltek vagy kínoztak meg, illetőleg fejeztek le. A nemzetközi törvényszék ennek ellenére El Mudžahid tagok ellen nem emelt vádat, csupán az ARBiH volt magasrangú tisztjeit állította bíróság elé, mint Enver Hadžihasanović, Amir Kubura és Rasim Delić. A vádakat végül Kubura és Hadžihasanović ellen ejtették, azt viszont megállapították, hogy az El Mudžahid tehető felelőssé négy horvát civil meggyilkolásáért Miletići faluban (1993 áprilisa), továbbá hadifoglyokkal szembeni embertelen bánásmódért és egyikük haláláért az orašaci táborban (1993 októbere), ezekben viszont a két bosnyák katonai vezető nem érintett.
Kubura és Hadžihasanović ügyében számos, a boszniai mudzsáhidokra vonatkozó esemény került szóba. Az egyik, az 1993. június 8-án történt bikoši vérengzés volt. Miután az ARBiH erői bevették Maljine boszniai horvát falut, a bosnyák rendőrség evakuált a településről 200 civilt és katonát. A konvoj Mehurići felé haladt, amikor a mudzsáhidok útjukat állták és a civileket (köztük egy 19 éves horvát lányt, aki a Vöröskereszt karszalagját viselte) foglyul ejtették, majd Poljanicébe vitték. Közülük 24 fiatal férfit és a 19 éves lányt végül Bikošiban kivégezték.
Rasim Delić ügyében hozott ítéletben a törvényszék megállapította, hogy Vozuća mellett vívott harcokban elfogott szerbek közül 50-et az El Mudžahid végzett ki a Nyugat-Boszniában fekvő Kamenicában található táborukban. Delić és az itteni mudzsáhid egység között kimutatható volt az alá-fölérendeltségi viszony, ennek ellenére az ügyészség nem talált bizonyítékot arra vonatkozóan, hogy Delić információkkal bírt volna arról mire készülnek a mudzsáhidok. Egy másik esetben viszont a bíróság arra a megállapításra jutott, hogy a mudzsáhidok 1995 júliusa és augusztusa között 12 szerb fogollyal kegyetlenül bántak Livadában, akiket később szintén Kamenicába szállítottak, majd közülük hármat meg is öltek. Amiatt, hogy nem lépett fel ez ellen, Delićet három év börtönre ítélték.
2015-ben Mirsad Kebo volt emberi jogi miniszter és a Bosznia-Hercegovinai Föderáció alelnöke naplók és egyéb dokumentumok alapján nyilatkozott az El Mudžahidnak a szerbek ellen elkövetett bűneiről. Az ügyészség előtt Kebo megvádolta Šefik Džaferovićot, Zenica egykori rendőrkapitányát és másokat, hogy nemcsak tudtak az El Mudžahid által elkövetett bűncselekményekről, de el is tussolták azokat. A Džaferović ellen indult nyomozást végül az ügyészség megszüntette.
Csupán egy iraki mudzsáhid, Abduladhim Mahtúf elítélésre került, aki segített elrabolni 1993-ban horvát civileket Travnikban.
Sakib Mahmuljint 2016-ban állították bíróság elé, amiért nem tett semmit, hogy a Vozućánál elfogott és később Zavidovićiben megölt (részben lefejezett) ötven szerb fogoly életét megmentse. Mahmuljin 2021 januárjában 10 év börtönbüntetést kapott.

## Kapcsolatok az Al-Káidával
Az amerikai hírszerzés által lehallgatott hívások alapján szoros kapcsolattartás jellemezte az El Mudžahidot az Al-Káidával és Oszáma bin Ládennel. Több boszniai mudzsáhid harcos volt illetőleg lett Al-Káida tag, sőt a 2001. szeptember 11-ei terrortámadásokban résztvevő szaúdi Naváf al-Házmi és Hálid al-Mihdár szintén harcoltak Boszniában. Az Al-Káida Arab-félszigeten működő szárnyának vezetője Nasszer bin Ali al-Anszi maga is boszniai veterán.
A boszniai mudzsáhidok később is szerepet játszottak más fegyveres konfliktusokban. A külföldi önkéntesek közül, akik az El Mudžahidban szolgáltak, a boszniai háború végeztével az akkor már javában dúló algériai polgárháborúban harcoltak tovább szélsőséges fegyveres csoportok oldalán. Az El Mudžahidban kiképzést nyert, később szalafista vezetővé vált Bilal Bosnić belépett az Iszlám Állam fegyveresei közé és részt vett a szíriai polgárháborúban, sőt önkénteseket is toborzott az ottani harcokra. Tevékenységéért 2015-ben hét év börtönbüntetést kapott.
Richard Holbrooke amerikai diplomata 2005-ben elmondta, hogy közel ezer El Mudžahid tag köthető az Al-Káidához, akik Bosznia után Afganisztánba helyezték át székhelyüket.
Evan Kohlmann szerint a boszniai mudzsáhidok az egyik sarokkövét jelentették az európai muszlim fiatalok radikalizálódásának, de ebben a legfőbb szerepe nem a bosnyák muzulmánoknak, hanem azoknak az arab és más önkénteseknek van szerepe, akik, bár kisebbségként, de az El Mudžahidban harcoltak. A szélsőséges szerb és horvát propaganda viszont a bosnyákok iránti gyűlöletből a délszláv muzulmánokkal kapcsolja össze az olyan szélsőségeket, mint az iszlám terrorizmus és szalafizmus, s a bosnyákokat úgy titulálja, „mint muszlim idegenek a keresztény földek szívében.”
Elemzők szerint a szerb média előszeretettel igyekszik túlnagyítani azt a tévhitet, hogy Bosznia-Hercegovina lenne az Al-Káida európai fellegvára (így hírek terjengenek szerb részről állítólagos boszniai terrorista sejtekről), holott akár a vahhábizmus, akár a szalafizmus hatása Boszniában ugyanakkorának mondható, mint bármelyik más európai országban.

## Az El-Mudžahid utóélete
Annak ellenére, hogy a daytoni békeszerződés értelmében a külföldi önkénteseknek el kellett hagyniuk Boszniát, az El-Mudžahid több külföldi tagja is az országban maradt. Például a Tuzla melletti Gornja Maoča faluba Afganisztánból és muszlim országokból származó harcosok telepedtek le, akik küzdöttek az El-Mudžahidban. Ők korábbi, túlnyomórészt lakóhelyüket elhagyni kényszerült szerbek ingatlanjait kapták. 2001-ben is legalább 200 olyan külföldi illetőségű személy élt Boszniában, akik közül 30-an potenciális biztonsági kockázatot jelentettek az amerikai hírszerzés szerint.
Sokuk nyert bosnyák állampolgárságot az államtól, később azonban kiterjedt felülvizsgálati eljárásokat indítottak, s számos állampolgársági státuszt vontak vissza, ugyanakkor elutasítottak további bosnyák állampolgárságot igénylő kérelmeket is. Olyan személyek viszont, akik bosnyák nőkkel házasodtak össze és gyermekeik születtek, továbbra is Bosznia területén maradhattak.
A 2010-es években Bosznia területén is több terrorista és félterrorista akciókra került sor. Az egyiket a szarajevói amerikai nagykövetségnél hajtották végre. A támadó, a bosnyák nemzetiségű Mevlid Jašarević, aki maga is Gornja Maočában élt.

## Az El-Mudžahid bázisai
- Poljanice: Mehurići falu közelében feküdt. Mehurići önkormányzata olyan indokkal, hogy a külföldi önkéntesek humanitárius szervezetek munkatársai, a helyi általános iskola épületében helyezte el őket. Amikor megérkezett a településre az ARBiH 1. dandárjának 306. zászlóalja, az önkéntesek Poljanicébe távoztak, ahol néhány házba és egy pajtába lettek elhelyezve. A táborban vallási szertartásokat végeztek és rendszeres testedzést is tartottak. A helyi lakosság előtt szigorúan zárt volt a tábor. Körülbelül 100 mudzsáhid tartózkodhatott itt, azonban nincs forrás arról, hogy közülük hányan lehettek külföldiek és hányan bosnyákok.
- Orašac: a falu a horvát oldalon fekszik, nem messze Montenegrótól, amelyet fogolytáborként is használtak a mudzsáhidok. Az itteni egységbe is külföldi önkéntesek és bosnyákok tartoztak bele, de számukról nincs adat.
- Travnik: a város környékére 1992 második felében települt az El-Mudžahid, hivatalosan mint humanitárius munkát végző csoport.
- Zenica: az itteni mudzsáhid a helyi zeneiskolában ütötte fel táborát. Zömében szaúdi, szíriai és jordániai önkéntesek alkották az egységet. Beszámolók szerint az épület bejárata fölött egy Hezbollah felirat is volt látható, ennek ellenére nincs bizonyíték, hogy a zenicai mudzsáhidok tényleg kapcsolatban álltak a Hezbollahhal. Az egység a Horvát Védelmi Tanács helyi erői ellen harcolt.
- Arnauti: a Zenicától 20 km-re fekvő településen török mudzsáhidok voltak, akik 1993 áprilisában a Zmajevac-hegynél vívott harcokban vettek részt.
- Bijelo Bučje: Travnik mellett feküdt. Ezt a tábort poljanicei és zenicai mudzsáhidok hozták létre.
- Ravno Rostovo: ez a tábor rendkívül elszigetelt helyen feküdt, egy nehezen megközelíthető terepen, így pontos lokációja nem ismert.

## Lásd még
- Križančevo Seló-i mészárlás
- Mostar ostroma
- Travniki csata